# Leptoneta microphthalma
Leptoneta microphthalma är en spindelart som beskrevs av Simon 1872. Leptoneta microphthalma ingår i släktet Leptoneta och familjen Leptonetidae.
Artens utbredningsområde är Frankrike. Inga underarter finns listade i Catalogue of Life.